# Església de Sant Pere de l'Arç
Sant Pere de l'Arç és una església a l'entrada del poble de Sant Pere de l'Arç, aïllada de qualsevol edifici i integrada dins de l'actual cementiri urbà.

## Arquitectura
Es tracta d'un edifici d'una sola nau, planta rectangular i capçada per un absis semicircular. Té la coberta exterior a doble vessant, amb aiguavessos escopint als murs de tramuntana i migjorn, i presenta un ràfec de llosa.
L'edifici s'il·lumina a partir de diferents obertures. A la façana de migdia, on hi ha la porta d'ingrés, hi han dues finestres idèntiques, de doble esqueixada i ambdues coronades per arcs de mig punt adovellats i actualment paredades. També hi ha una finestra de doble esqueixada, coronada per una estreta arquivolta, a l'absis de l'edifici. Finalment, hi ha una obertura d'estructura cruciforme en forma de creu llatina, a la façana de ponent de l'edifici.
La porta d'ingrés és a un extrem de la façana de migdia, i es configura per un arc de mig punt motllurat, amb presència d'una cartel·la a la clau d'arc amb la inscripció ANO 1886, incisa a la pedra.
L'absis de l'edifici és a la façana de llevant i presenta una decoració amb un fris d'arcuacions cegues extremadament curtes, que ressegueix la seva part superior, sota el ràfec de la teulada.
Finalment hi ha un campanar d'espadanya amb dos ulls d'arc rebaixat que corona la façana de ponent de l'edifici.
L'obra presenta un parament amb carreus mitjans mal treballats, disposats en filades horitzontals, així com restes d'un fi revestiment, en alguns sectors l'edifici.

## Història
El 1038 fou donada a la canònica de Sant Vicenç de Cardona pel vescomte de Cardona. Amb tot, aquesta dependència no consta fins a l'acte de consagració d'aquesta, l'any 1147.
Inicialment, aquesta església esdevingué sufragània de l'església parroquial de Santa Fe de Calonge, però el 1331 fou considerada parroquial, i sufragània d'aquesta, l'antiga església parroquial de Sant Miquel d'Aleny.
La primitiva església romànica fou remodelada al segle xviii, en què es refeu la seva antiga coberta per una altra, amb el consegüent abarrocament dels paraments interns.
Al seu interior, destaca un retaule barroc de l'any 1642, obra dels escultors Josep Ribera i Gregori Ferrer, ambdós de Cardona. també hi ha dos retaules més dedicats a Sant Sebastià i al Sant Crist, ambdós de l'any 1793. Finalment destaca un tercer retaule dedicat a la Verge del Roser, datat del segle xvi, i probablement restaurat l'any 1793. També es conserva una creu processional d'argent.